# (38216) 1999 NP10
1999 NP10 (asteroide 38216) é um asteroide da cintura principal. Possui uma excentricidade de 0.20800760 e uma inclinação de 2.95936º.
Este asteroide foi descoberto no dia 13 de julho de 1999 por LINEAR em Socorro.